# Chim sâu đốm
Chim sâu đốm (danh pháp hai phần: Dicaeum tristrami) là một loài chim lá thuộc chi Dicaeum trong họ Chim sâu.